# Бенда, Кароль
Кароль Бенда (пол. Karol Benda, наст. фамилия Шпитцбарт; 17 февраля 1893 — 25 августа 1942) — польский актёр театра и кино, также оперный и театральный режиссёр, директор театра и киносценарист.

## Биография
Кароль Бенда родился в Варшаве. Он обучался в Ягеллонском университете в Кракове, одновременно актёрство учил его актёр и режиссёр Станислав Станиславский. Дебютировал в театре в 1913 году в Кракове. Актёр театров в Кракове, Варшаве, Быдгоще, Торунье. Он режиссировал много опер в Варшаве и создал Поморскую оперу. Директор театра в Торунье в 1924—1926 и 1930—1932 годах, вёл любительский Польский театр в Париже в 1929—1930 годах. Умер от заболевания сердца во времени комедийного спектакля в Варшаве, похоронен на Кальвинистском кладбище Варшавы.

## Избранная фильмография

### актёр
- 1924 — Любовь сквозь огонь и кровь / Miłość przez ogień i krew
- 1929 — Над снегами / Ponad śnieg

### сценарист
- 1936 — Маленький моряк / Mały marynarz